# Styepan Dmitrijevics Erzja
Sytepan Dmitrijevics Erzja (oroszul: Степа́н Дми́триевич Э́рьзя), születési nevén Nyefjodov (Нефёдов) mordvin szobrász volt, aki Oroszországban és Argentínában élt. Erzja álnevének forrása az etnikai csoportjának a saját neve, az erzja, magyarul erza.

## Élete
A julián naptár szerint 1876. október 27-én született Bajevo faluban, az Alatiri járásban, az Orosz Birodalom Szimbirszki kormányzóságában. 1892-ben családja Alatirba költözött, itt a fiatal Styepan a különböző ikonfestő műhelyekben lett gyakornok. 1893–1897 közt Kazanyban élt, itt kezdetben egy asztalosműhelyben, később P. A. Kovalinszkij ikonfestőnél dolgozott. Erzja abban az időben a volgai térség különféle városaiban és falvaiban díszített templomokat, és emellett a  Kazanyi Művészeti Iskolába járt. 1902-től a moszkvai festészeti, szobrászati és építészeti iskolában tanult, részt vett az iskola által szervezett hallgatói kiállításokon. 1906–1914-ben Olaszországban és Franciaországban élt. 1909-ben Velencében és Milánóban, 1912-ben Párizsban vett részt a kiállításokon. 1914-ben visszatért Oroszországba, 1918-ban pedig Jekatyerinburgba költözött, ahol monumentális műalkotásait készítette.
1921-ben Novorosszijszkba költözött, majd Batumiba. Ottani lakhelyén többek közt Lenin, Marx, Engels, valamint Grúzia számos művészéről készített portrét. 1923-ban Bakuban élt, ahol szintén monumentális szobrokat alkotott. 1926-ban a szovjet kormány úgy határozott, hogy Erzját külföldre küldi „a szovjet művészet ismereteinek terjesztésére.” Ismét Párizsba utazott, egyszemélyes előadásait szponzorálták, majd a nyugati sajtó is pozitívan értékelte azokat.
1927-től 1950-ig Buenos Airesben dolgozott, itt Lenin, Mózes, Tolsztoj és Beethoven portréit készítette el. Erzja kidolgozott egy projektet, amelyben az argentin Andok egész hegyeit emlékművé alakítanák a függetlenségi háború hősei emlékére. A helyi hatóságok jóváhagyták a tervet, de nem finanszírozták annak végrehajtását, így az félbeszakadt. Még Argentínában feltalált egy módszert néhány helyben termesztett, extra kemény fafaj feldolgozására, ezek az algarrobo és quebracho. 1950-ben visszatért a Szovjetunióba, 1956-ban a Munka Vörös Zászló Érdemrendjével tüntették ki. Styepan Erzja 1959-ben halt meg Moszkvában, testét Mordvinföld fővárosában, Szaranszkban temették el. 1958. június 26-án megnyílt a Mordvin Erzja Képzőművészeti Múzeum (oroszul: Мордовский республиканский музей изобразительных искусств им. С.Д.Эрьзи). A múzeum a művész alkotásainak legteljesebb gyűjteményét tartalmazza, összesen 204 alkotást.

## Fordítás
Ez a szócikk részben vagy egészben  a   Stepan Erzia című angol Wikipédia-szócikk ezen változatának fordításán alapul.  Az eredeti cikk szerkesztőit annak laptörténete sorolja fel. Ez a jelzés csupán a megfogalmazás eredetét és a szerzői jogokat jelzi, nem szolgál a cikkben szereplő információk forrásmegjelöléseként.